# Diether Kressel

Diether Kressel vor seinem Atelier in Herrenhallig, vor 2002

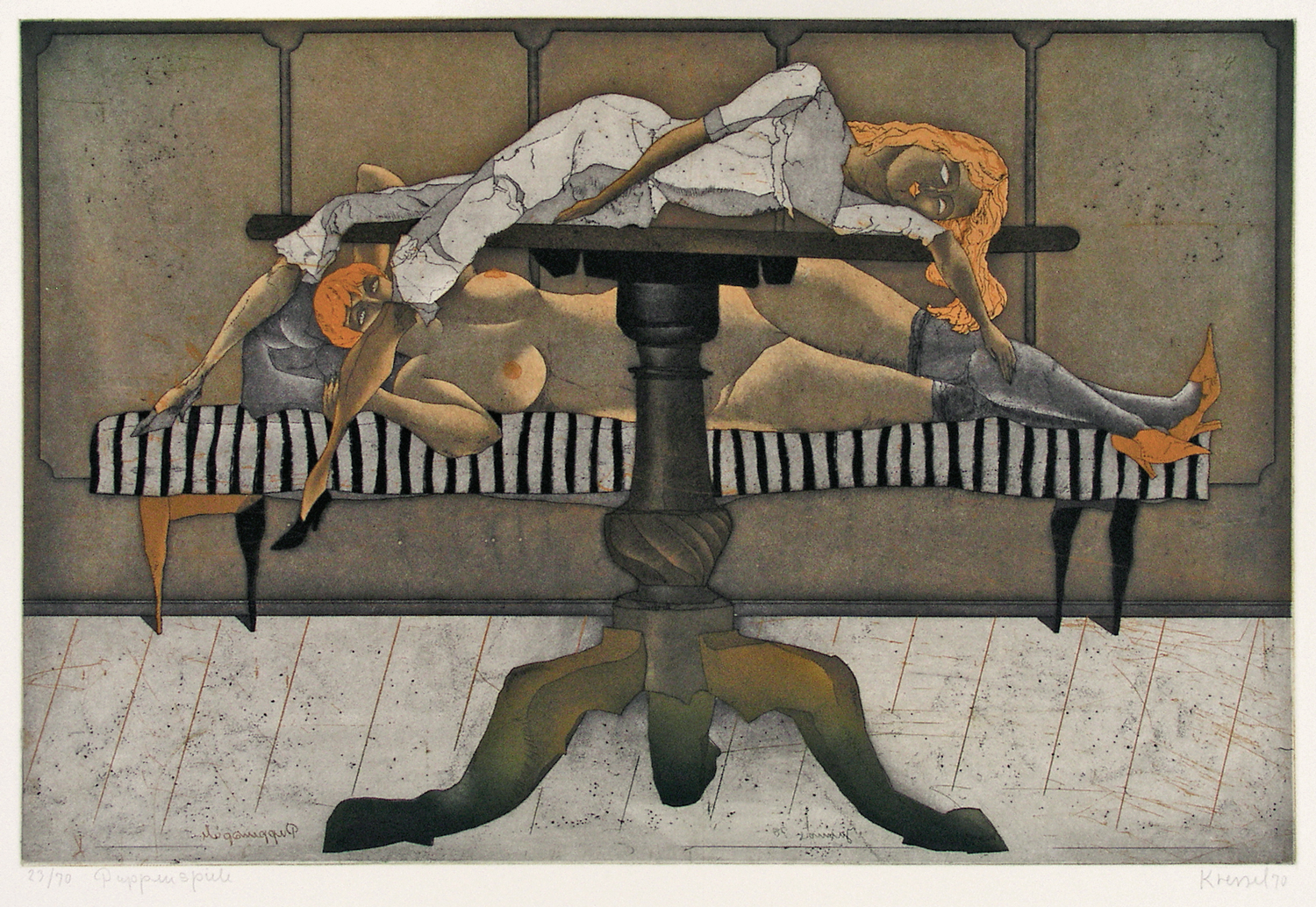
Farbradierung -Puppenspiele- 1970

Diether Kressel (* 17. Dezember 1925 in Düsseldorf; † 7. Januar 2015 in Hamburg) war ein deutscher Maler, Zeichner und Grafiker. Seine gegenständlichen Werke vermischen Realität und Illusion.

## Leben
Kressel wuchs die ersten Jahre seines Lebens in Düsseldorf in einer bürgerlichen Atmosphäre auf, die von der Kunst und der Mode der zwanziger Jahre beeinflusst war. Nachdem die Familie Anfang der dreißiger Jahre nach Hamburg gezogen war, folgte die Schulzeit, die er mit dem Abitur 1943 abschloss. Nach Arbeitsdienst, Kriegsdienst und Kriegsgefangenschaft lernte er von Tom Hops das Aquarellieren und studierte von 1945 bis 1948 an der Landeskunstschule in Hamburg bei Erich Hartmann und Willi Titze.
Kressel zeichnete und malte unter anderem in Kampen auf Sylt, wo er seinen späteren Auftraggeber Axel Springer kennenlernte. 1947 heiratete er seine Frau Dorothea; das Paar bekam drei Kinder. In den 1950er Jahren widmete sich Kressel, neben der Zeichnung und der Malerei, auch dem Holzschnitt und war als Illustrator unter anderem für den Stern und das Hamburger Abendblatt tätig. Er stattete öffentliche Bauten mit großflächigen Wandbildern aus. 1965 begann er Radierungen herzustellen, die seiner künstlerischen Arbeit eine neue Richtung gaben und ihm Anerkennung bei der Kritik und bei den Kunstsammlern einbrachten.
Anfang der 1970er Jahre erwarb Kressel ein 300 Jahre altes Friesenhaus in Schleswig-Holstein; er lebte und arbeitete von da an im Wechsel zwischen Stadt und Land. In seinen beiden Ateliers konzentrierte er sein künstlerisches Schaffen auf die Produktion von Zeichnungen und großflächigen Ölbildern.

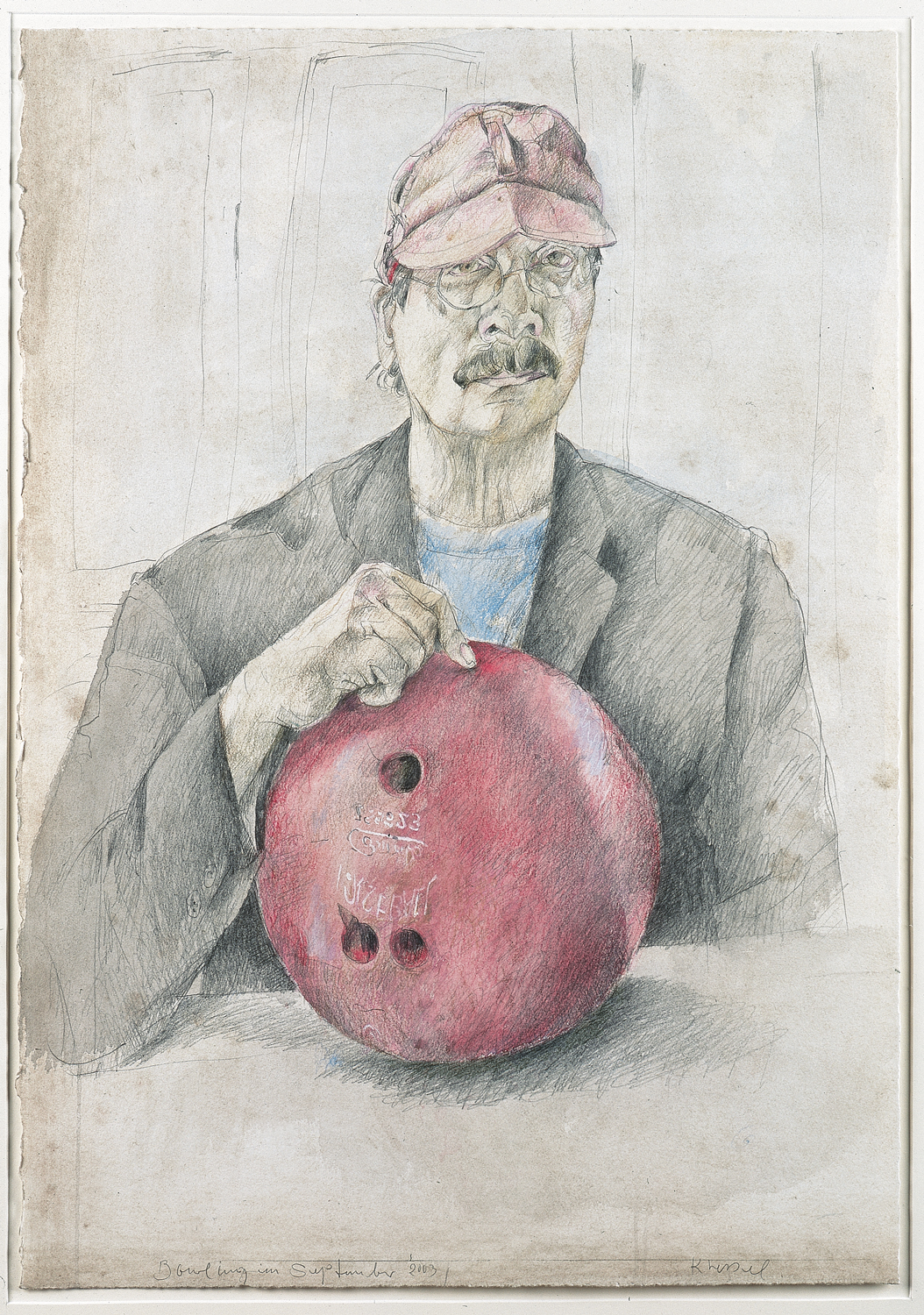
Zeichnung Selbstportrait -Bowling- 2003

Kressel lebte und arbeitete in Hamburg und bei Friedrichstadt in Schleswig-Holstein.

## Werk
„Kressels Bildersprache ist eine eigene Erzählsprache.“ Neben den frühen Holzschnitten, Aquarellen und den Radierungen der 1960er und 1970er Jahre besteht das Werk aus Zeichnungen und Ölbildern, deren wechselnde Formate immer wieder korrespondieren mit der Entwicklung der künstlerischen Aufgaben, denen Kressel sich stellte. Insgesamt wurden die Formate im Laufe der Jahre größer und sind immer Teil der Bildkomposition.
Der narrative Charakter der Arbeiten lässt beim Betrachten Geschichten entstehen. Dabei spielen die grafischen Elemente eine ebenso wichtige Rolle wie die Farbigkeit, die, meist ausgehend von einer farblichen Grundstimmung, Akzente setzt, wie zum Beispiel ein leuchtendes Blau in einem Geigenkasten oder das Rosa der Seife auf einem Waschbecken. Die Farbigkeit vermittelt nicht selten eine ironische Distanz, die auch die erotischen Sujets kennzeichnet, zum Beispiel in einem herumliegenden Slip, schnell abgestreiften Schuhen oder in einem Hüftgürtel im Koffer. Bestimmte Themen kehren immer wieder, dazu gehört neben dem Selbstporträt besonders der Jazz. Der Realismus der Darstellung wird häufig durch eine nicht nachvollziehbare Perspektive verfremdet, die sich eher den kompositorischen Notwendigkeiten unterordnet als den gängigen Raumvorstellungen.
Siegfried Lenz schrieb über Kressel: „Wo eine dargestellte Welt von soviel Eigenständigkeit geprägt ist wie bei Diether Kressel, halte ich es für müßig, den Maler in eine Tradition hineinzureden, vor seinen Bildern an Giorgio de Chirico oder Magritte zu erinnern […], was er aufnahm, haben sein Blick, sein Temperament, sein erstaunlicher Formwille verwandelt, – in eine Schöpfung, die ihm allein gehört und deren künstlerische Autonomie seinen Namen trägt.“

## Preise
- 1960 Jahrespreis der BDG für den Holzschnitt Fahrraddiebe
- 1969 Edwin-Scharff-Preis der Freien und Hansestadt Hamburg
- 1970 Preis für kritische Grafik der Heinrich-Zille-Stiftung

## Einzelausstellungen
- 1951 Overbeckgesellschaft, Lübeck.
- 1952 Städtisches Museum Flensburg.
- 1958 Hamburger Kunsthalle.
- 1959 Stadthalle Lübeck, Böttcherstraße, Bremen.
- Oelgemälde -Tuba- 20081961 Galerie van der Höh, Hamburg.

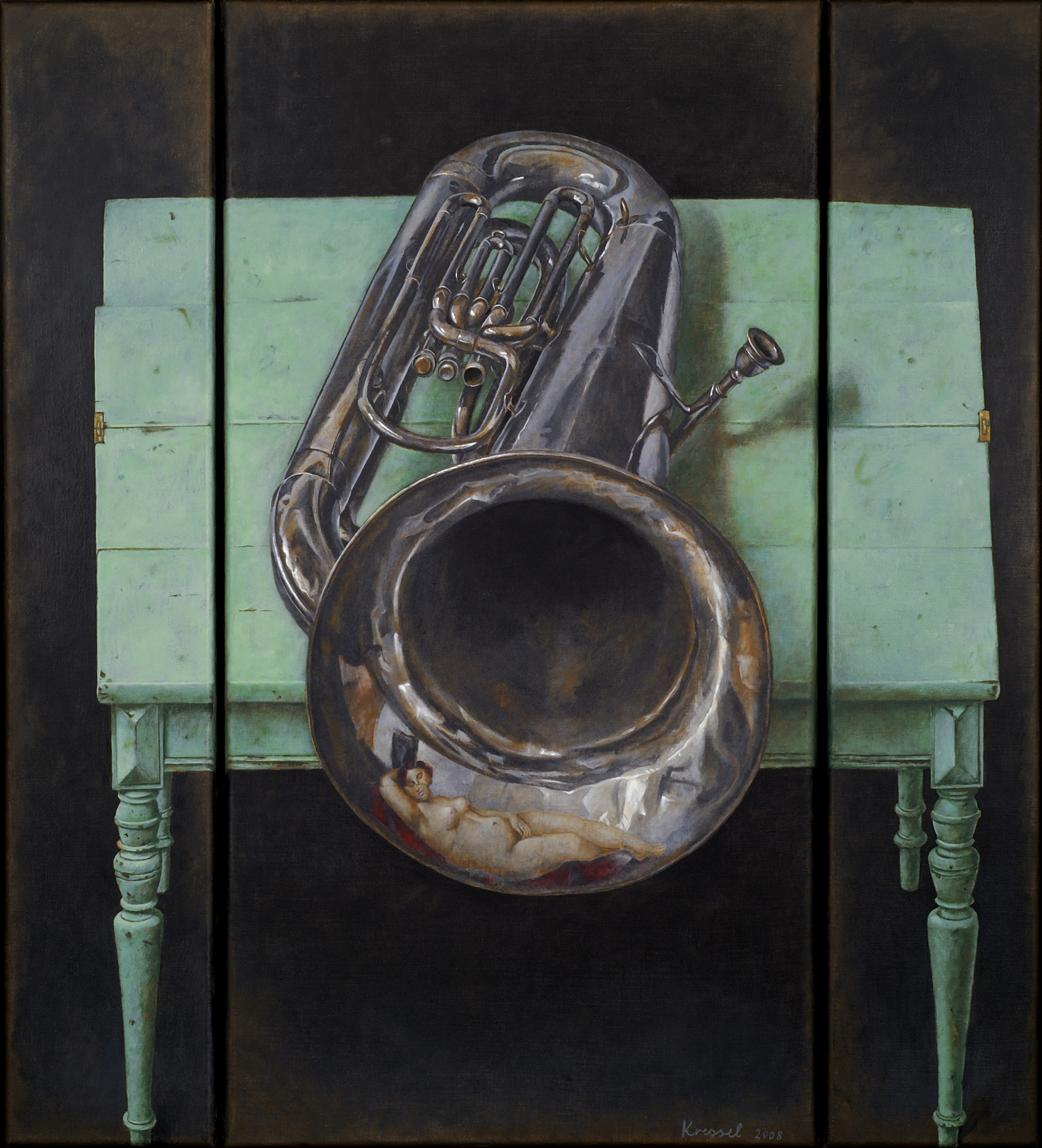
Oelgemälde -Tuba- 2008

- 1967 Kunsthalle zu Kiel, Galerie van der Höh, Hamburg.
- 1968 Kunstverein Steinburg, Itzehoe, Kunstverein Hattingen, Städtisches Museum Flensburg, Böttcherstraße Bremen.
- 1969 Landesmuseum Oldenburg.
- 1972 Kunstkreis Hameln, Kulturgeschichtliches Museum Osnabrück.
- 1973 Galerie Brockstedt (auch 1976, 1981, 1988, 1995 und 2001); Hamburg, Bonner Kunstverein.
- 1974 Galerie Hauswedell, Baden-Baden.
- 1975 Galerie Peerlings, Krefeld und Kampen (auch 1977 und 1983)
- 1976 Kulturgeschichtliches Museum Osnabrück
- 1979 Kunstkreis Hameln.
- 1981 Schleswig-Holsteinisches-Landesmuseum, Schleswig, Kunstverein Wiesbaden.
- 1984 Emslandmuseum Schloss Clemenswerth.
- 1985 Kunstverein Elmshorn.
- 1996 Retrospektive, Schloß Gottorf, Schleswig-Holsteinisches-Landesmuseum.
- 2004 Schloß Gottorf, Schleswig-Holsteinisches-Landesmuseum.
- 2005 „Zum achtzigsten Geburtstag“ Galerie der Hamburger Sparkasse
- 2013 Galerie das kunstwerk, Stade
- 2015 Richard Haizmann Museum, Niebüll
- 2016 Kloster Cismar

## Filme
- Jörg Grüber: Entstehung einer Farbradierung (45 Min.), 1972
- Georg Wildhagen: Künstler unserer Zeit – Diether Kressel (30 Min.), Erstsendung ZDF 1975